# Neolophonotus suillus
Neolophonotus suillus är en tvåvingeart som först beskrevs av Fabricius 1805.  Neolophonotus suillus ingår i släktet Neolophonotus och familjen rovflugor. Inga underarter finns listade i Catalogue of Life.